# Nenad Pralija
Nenad Pralija (født 11. december 1970 i Split, Jugoslavien) er en kroatisk tidligere fodboldspiller (midtbane).
Pralija spillede 11 kampe og scorede ét mål for Kroatiens landshold i perioden 1995-1997. På klubplan repræsenterede han blandt andet Hajduk Split i hjemlandet, spanske Espanyol samt Maccabi Haifa i Israel.